# Сковил
Сковил је јединица којом се описује љутина у паприкама, која зависи од количине капсаицина, која се налази у кори паприке. Добила је име по Вилбуру Сковилу.

## Опис љутине у бројевима
| 0 – 10 сковила          | домаћа паприка                        |
| ~16                     | просечна граница за осећање љутине    |
| 100 – 500               | пиперке, фефероне                     |
| 2500 – 5000             | табаско зачин                         |
| 2500 – 8000             | Халапењо паприке                      |
| 30.000 – 50.000         | Чаијен бибер                          |
| 100.000 – 350.000       | Хабањеро                              |
| 577.000                 | Измерено код врсте Red Savina         |
| 855.000                 | Измерено код врсте Индиан-ПЦ1         |
| 923.000                 | Измерено код врсте Дорсет нага        |
| 1.000.000               | Измерено код врсте Нага јолокиа       |
| 2.000.000               | Одбрамбени спреј                      |
| 5.300.000               | Полицијски спреј                      |
| 15.000.000 - 16.000.000 | чист капсаицин (у кристалном облику). |